# Sovrani del Morgannwg
Lista dei sovrani del Morgannwg (X-XI secolo).
- Morgan Hen Fawr 930 - 974
- Idwallon ap Morgan 974 - 1005
- Rhys ap Owain 1005 - 1035

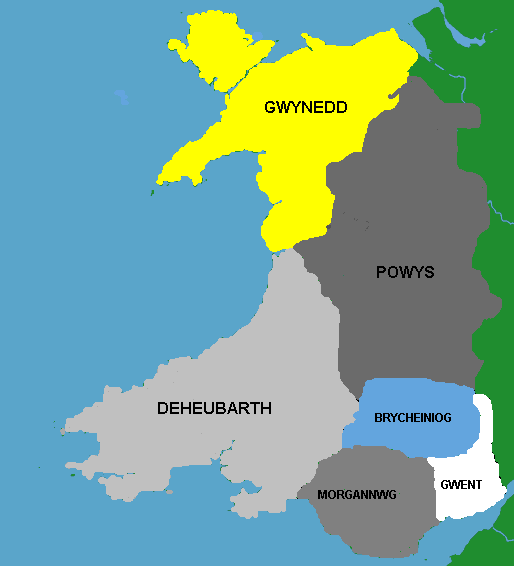
Regni medioevali del Galles

- Hywel ap Owain 1010 - 1043 (co-reggenza)
- Meurig ap Hywel 1035 - 1065
- Cadwgon ap Meurig 1055 - 1072 (co-reggenza)
- Iestyn ap Gwrgant 1072 - 1093

## Re leggendari
- Llyr Llediarth
- Bran Fendigaid
- Caradog ap Bran
- Cyllin ap Caradog
- Owain ap Cyllin
- Meirchion Fawdfilwr
- Gorug ap Meirchion
- Gorddwfn ap Gorug
- Einudd ap Gorddwfn
- Arthfael ap Einudd
- Gwrgan Frych
- Meirchion ap Gwrgan